# Maria Keil
Pour les articles homonymes, voir Keil.
Maria Pires da Silva Keil do Amaral (née le 9 août 1914 à Silves - morte le 10 juin 2012 à Lisbonne) est une artiste portugaise. 

## Biographie
Née à Silves en 1914, elle étudie la peinture à l'École supérieure des beaux-arts de Lisbonne à partir de 1929, notamment auprès de Veloso Salgado.
Maria Keil est l’épouse de l'architecte Francisco Keil do Amaral (1910-1975). Avec son mari, elle a pris part à la conception de plusieurs stations du métro de Lisbonne dans les années 1950 - 1960, et s'est distinguée par l'utilisation des azulejos pour recouvrir les murs des stations.
En 2009, Maria Keil est récompensée par l'Académie nationale des beaux-arts pour l'ensemble de son œuvre.
Elle meurt à Lisbonne en juin 2012, à l'âge de 97 ans.

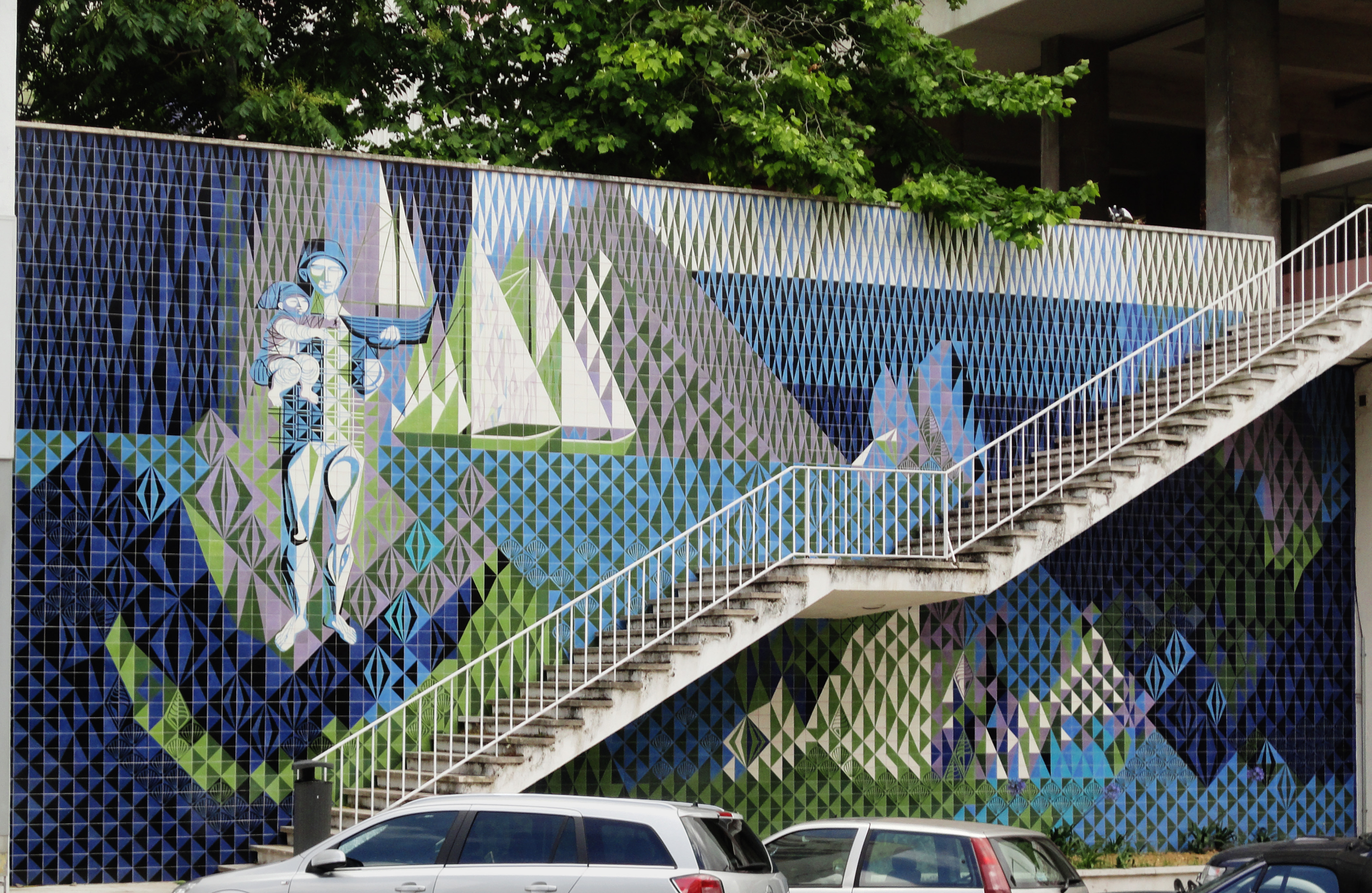
O mar, 1958-1959, Azulejos, Av. Infante Santo, Lisbonne
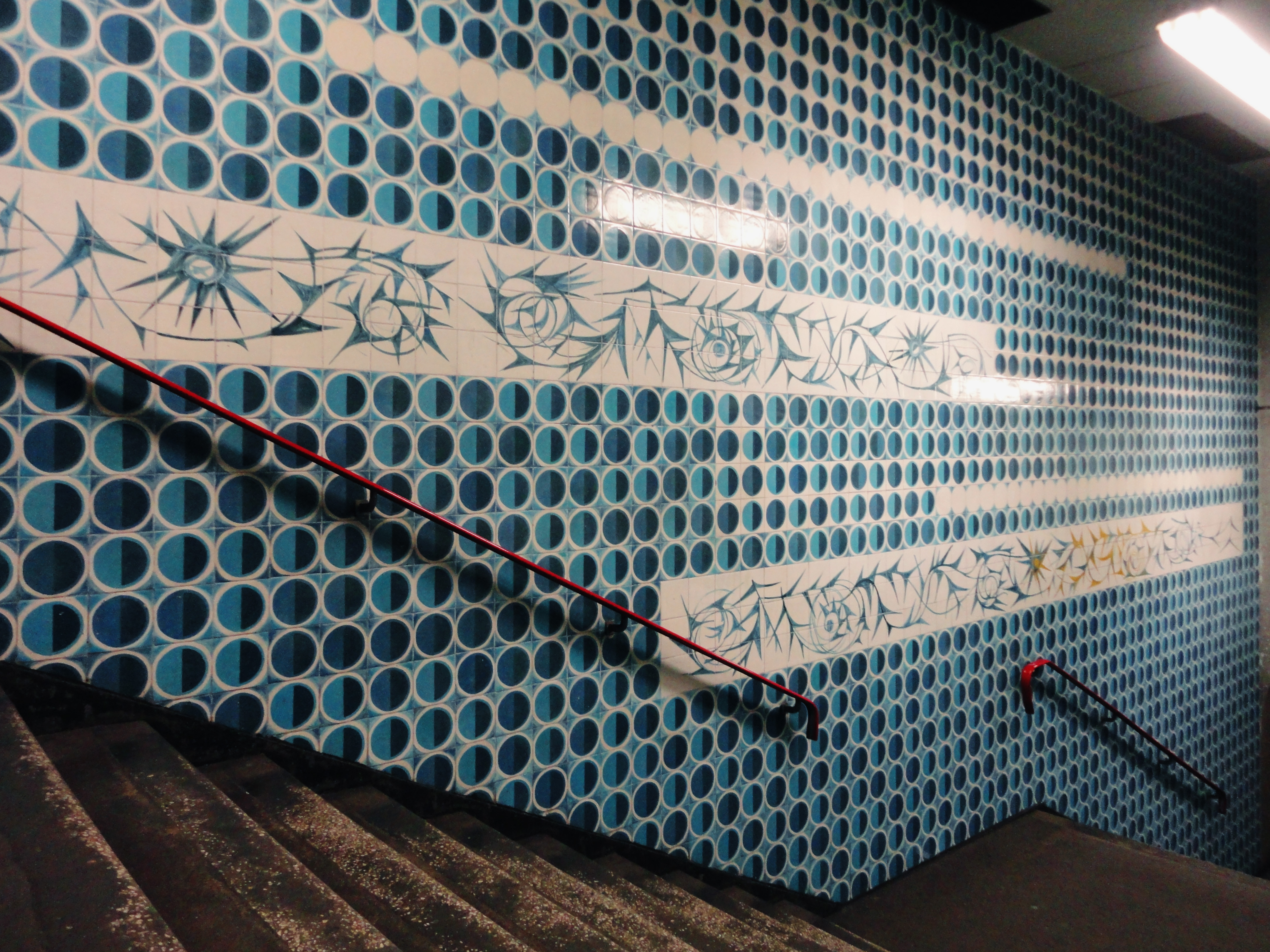
Métro de Lisbonne - Anjos
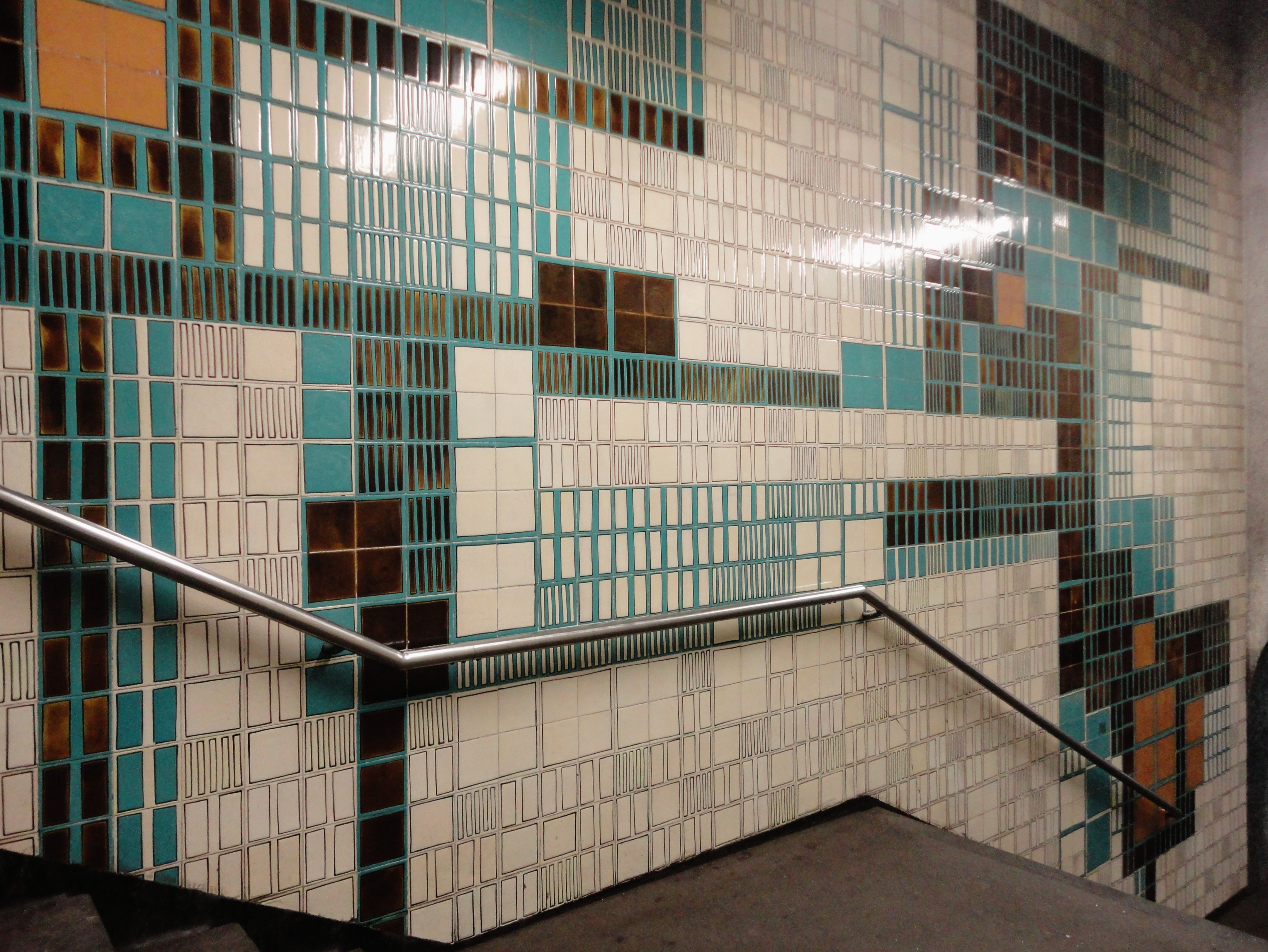
Métro de Lisbonne - Intendente